# Pedagogia de l'oprimit
Pedagogia de l'oprimit és una de les obres més conegudes de l'educador, pedagog i filòsof brasiler Paulo Freire. El llibre, d'orientació marxista, està basat en la seva pròpia experiència com a professor per adults analfabets.Va ser publicat per primer cop en portuguès l'any 1968 i traduït al valencià el 2006.
El llibre tracta els oprimits: persones que no poden construir-se en un món de signes escrits ni obrir-se a altres mons, és a dir, no poden desenvolupar-se en un univers que tè el llenguatge escrits com a base del coneixement. Freire proposa també una pedagogia revolucionària que tingui com a principal objectiu l'acció i reflexió conscients i creatives de les masses oprimides sobre el seu alliberament.
A Pedagogia de l'oprimit, la ciència i l'educació esdevene armes tàctiques en la lluita de classes: l'autor hi inclou una anàlisi de classes marxista i hi explora la relació entre «colonitzador» i «colonitzat». També hi explica com els oprimits s'alliberaran gràcies a cercar coneixement, així com el reconeixement de la necessitat de lluitar per aquesta.
El llibre gira al voltant dels interessos principals de Freire: la conscienciació, la revolució, el diàleg i la cooperació. A més, s'hi explica el pensament de Freire que deia que l'educació era un acte d'amor, de coratge, i una pràctica de la llibertat dirigida cap a la realitat. Pedagogia de l'oprimit, roman popular entre els educadors d'arreu del món, i és un dels llibres fonamentals de la pedagogia crítica, amb més de 750.000 vendes.

## Biografia de l'autor
Paulo Reglus Neves Freire, conegut com a Paulo Freire, va néixer el 19 de setembre de 1921 a Recife, Brasil. fill d'un pare oficial de la policia militar i educat en la tradició catòlica per la seva mare, va ser un educador i expert en temes d'educació d'origen brasiler i una de les majors influències teòriques de l'educació del segle xx.
Durant la crisi econòmica mundial de 1928-1932, Paulo Freire i la seva família es van veure obligats a traslladar-se a Jaboato, a causa de les dificultats econòmiques. A aquesta ciutat, Freire va fer els seus estudis primaris juntament amb el primer curs de secundaria a l'institut 14 de julio. Durant la seva època a l'educació secundaria, Freire va patir la mort del seu pare quan ell tenia 13 anys i com a conseqüència d'això, va perdre dos anys d'estudis. Després d'aquest primer any de secundaria, Paulo Freire va aconseguir entrar a l'institut Oswaldo Cruz, propietat del pare de la seva segona esposa Ana María Araújo Freire.
No va ser fins als 22 anys que Freire no va ingressar a la facultat de dret a la seva ciutat natal de Recife on va estudiar filosofia i psicologia a la vegada i, abans d'acabar els seus estudis universitaris, al 1944 es va casar amb la seva primera esposa, Elza María Costa Oliveira, mestra de primària i amb la qual va tenir cinc fills.
El 1946, a l'estat de Pernambuco, va ser nomenat director del ''Departament d'Educació i Cultura del Servei Social''. En aquest càrrec, va començar a treballar principalment amb gent pobre i amb problemes d'analfabetisme, realitzant així, les seves primeres experiències abans de desenvolupar el seu mètode d'alfabetització. 15 anys després, al 1961, el van nomenar director del Departament d'extensió Cultural de la Universitat de Recife. Tres anys després, va haver-hi un cop d'estat militar al Brasil i Freire va acabar a la presó.
No va ser fins al 1967 quan Paulo Freire va publicar el seu primer llibre: Educació com a pràctica de llibertat. En aquest es parla de la participació i la integració en un sistema democràtic. A més, s'afirma que ciència i educació són relativament neutrals. Un any després, es va publicar la primera edició del llibre Pedagogia de l'oprimit, però tot i que Freire era brasiler, aquesta primera edició es va publicar en castellà i anglès i no va ser fins al 1974 que es va publicar al Brasil degut a la caiguda de la dictadura i el començament del procés d'alliberament cultural.
Des del 1969 fins al 1979, Freire, va viure a Cambridge, Massachusetts, on va fer classes com a professor convidat a la Universitat Harvard.
Després de morir la seva dona, el 1986, Paulo Freire es va casar amb Maria Araújo Freire, que impulsava el seu mètode radical d'educació. L'1 de gener de l'any 1989, Freire va ser nomenat secretari d'educació de la ciutat de Sao Paulo, treball que va deixar l'any 1991.
El 2 de maig del 1997 Freire va morir als 75 anys d'un infart miocardíac a Sao Paulo, Brasil.

## Resum
El primer capítol parla de l'opressió, reproduïda i justificada mitjançant un procés recíproc entre opressor i oprimit. Explica que tots aquells que no tenen poder poden témer la llibertat, i una frase destacable és: ''la llibertat s'aconsegueix per conquesta, no de regal. Ha de ser perseguida constantment de manera responsable. La llibertat no és un ideal situat fora de l'home; tampoc una idea que es transforma en mite. Més aviat és la condició indispensable per la missió de finalització humana''. Segons Freire, la llibertat serà el resultat de la praxi quan s'aconsegueixi un equilibri entre la teoria i la pràctica.
Freire, en el segon capítol, realitza una anàlisi i crítica del sistema educatiu actual posant èmfasi en la relació educador-educant. Denomina l'educació d'aquest sistema com a bancària, on els educadors són qui tenen tots els coneixements per a transmetre als educants. La solució que proposa Freire per acabar amb aquest sistema educatiu és transformar l'estructura que els oprimeix. L'educació ha de començar llavors, per la superació de la contradicció educador-educant, ha d'haver-hi una conciliació entre aquests. Per això, Freire considera que un educador revolucionari no pot esperar passivament a què això passi per si sol, la seva acció, en identificar-se amb la dels educants, ha d'orientar en el sentit de l'alliberament de tots dos.
Al tercer capítol, se centra en l'ús del diàleg com a element d'aprenentatge i sobretot com a pràctica de la llibertat que és fonamental, ja que els homes no es fan en silenci, sinó en la paraula, en el treball, en l'acció i en la reflexió, el diàleg és una exigència existencial, per tant quan els homes oprimits dialoguen entre si, ho han de fer per aconseguir un objectiu. A més aquest diàleg és un acte creador, igual que un reflex de l'amor, per la qual cosa si no s'estima el món, si no s'estima la vida, si no s'estima als homes, no és possible el diàleg.
Per a Paulo Freire, la paraula té dues fases constitutives indissolubles: acció i reflexió. Ambdues en relació dialèctica estableixen la praxi del procés transformador. La reflexió sense acció, es redueix al verbalisme estèril i l'acció sense reflexió és activisme. Amb la reflexió i l'acció, l'home podrà superar les situacions límit, podrà ser més del que se li havia limitat, en definitiva, no haurà de dependre de ningú sinó que podrà ser el mateix.
A l'últim capitol, Freire comença reafirmant el fet que les persones són éssers de la praxi. Són "seres del quehacer" i la seva feina és l'acció i la reacció, la transformació del món, és teoria i també pràctica. Per arribar a l'objectiu, que seria l'alliberació simultània de les masses opressores i oprimides, cal fer una revolució vertadera on no es temi a les masses, on l'expressivitat de cadascú no sigui cohibida i on es pugui participar lliurement. Si es té por al poble, ja no existeix cap raó per desenvolupar una acció alliberadora.

### Acció dialògica
Paulo Freire va desenvolupar una perspectiva dialògica en l'educació dels anys 60, aquesta perspectiva destaca que s'ha de treballar en la teoria dialògica, contrària a la manipulació de les classes menys afavorides per la "cultura". El diàleg és el principal canal d'alliberament de la injustícia i l'opressió present, Freire reclama que, com la divisió és una de les principals eines per a la dominació, el diàleg resultarà ser la principal arma per a la unió, per derrotar l'opressió cultural.
Per fer possible el desenvolupament de la teoria dialògica és important tenir confiança i esperança en el poble, per fer un veritable diàleg, sense imposició de l'educador, on tots dos comparteixin i s'expressin lliurement, per a la superació de les diferències de classes i aconseguir una acció alliberadora.
El diàleg proposat per Freire no queda reclòs entre quatre parets sinó que abasta al conjunt de la comunitat que ensenya i aprèn incloent pares, mares, altres familiars, voluntariat, altres i altres professionals, a més de l'alumnat i del professorat. Tots influeixen en l'aprenentatge i tots i totes han de planificar conjuntament. El diàleg, en aquest context, s'entén com un procés interactiu intervingut pel llenguatge i que requereix, per ser considerat amb naturalesa dialògica, realitzar-se des d'una posició d'horitzontalitat en la qual la validesa de les intervencions es troben en relació directa a la capacitat argumentativa dels interactuats, i no a les posicions de poder que aquests ocupen.
L'aprenentatge dialògic està basat en cinc principis: diàleg igualitari, transformació, creació de sentit, dimensió instrumental iigualtat de diferències.

### Acció antidialògica
L'acció antidialògica es caracteritza per una banda per la necessitat de conquesta. L'antidialògic, dominador per excel·lència, pretén amb les relacions amb el seu contrari conquistar-lo a través de múltiples formes, no només econòmicament, sinó culturalment, robant a l'oprimit la seva paraula, expressivitat i cultura. No existeix una realitat opressora que no sigui antidialògica, com no existeix antidialoguicitat en la que no estigui involucrat l'opressor, obstinat en la permanent conquesta de l'oprimit. Les elits dominadores de l'antiga Roma ja tenien al necessitat de donar al poble "pa i circ" per a conquistar-los, "tranquil·litzar-los" amb la intenció d'assegurar la seva pau.
Dividir per a oprimir és una altra dimensió fonamental de la teoria de l'acció opressora. En la mesura que les minories, sotmetent al seu domini a les majories, les oprimeixen, dividir-les i mantenir-les dividides són condicions indispensables per a la continuïtat del seu poder. No poden permetre's la unificació de les masses populars, el qual significaria una amenaça per la seva hegemonia.
Una altra característica de la teoria de l'acció antidialògica és la manipulació de les masses oprimides. La manipulació és també un instrument de conquista, en funció de la qual giren totes les dimensions de la teoria. A través de la manipulació les elits dominadores intenten conformar progressivament les masses als seus objectius. I com més immadures siguin, políticament, rurals o urbanes, més fàcilment es deixen manipular per les elits dominadores que no poden desitjar la fi del seu poder i de la seva dominació.
Finalment, en la teoria de l'acció antidialògica una altra característica fonamental seria la invasió cultural, que consisteix en la penetració que fan els invasors en el context cultural dels envaïts, imposant a aquests la seva visió del món, en la mateixa mesura que frenen la seva creativitat.

### Educació alliberadora
Les persones tenen curiositat per aprendre coses noves però la rutina condiciona la realitat. Totes les persones resen curioses davant una educació problemàtica que els ajuda a ser lliures i capaços d'anar més enllà del coneixement. L'escola no és neutral, l'educació és alliberadora. Han de saber posicionar-se davant les desigualtats. Cada persona pot ser un motor de canvi. A través del diàleg es pot humanitzar a la societat.
L'educació alliberadora és un concepte dual de la persona: allò que em proposo ho puc aconseguir (teoria del subjecte), és a dir, tot allò que ha creat el subjecte és el que té més valor, i no pas les estructures. Així doncs, diuen: si demà ningú pagués a hisenda aquesta desapareixeria, això demostra que el subjecte és el més important.
Paulo Freire i l'Educació alliberadora: Freire tenia clar que les persones s'han de posicionar i crear un model educatiu (alfabetització). El concepte d'Educació per Freire és igual a Llibertat. "La educación como práctica de la libertad". Per a Freire, l'Educació t'havia de situar en el context: és impossible que sigui neutre. L'autor, a partir de la història d'amor explica el que sent per a l'educació, tal com estimava la seva dona també estimava l'educació. S'ha de dir, que Paulo Freire sempre es posicionava a favor i en contra d'alguna cosa.

### Educació bancària
L'educació bancària és un instrument d'opressió, ja que limita la possibilitat de creació dels nostres propis coneixements, fomentant la reproducció sense anàlisi, ni comprensió dels temes que se'ns estan ensenyant.
El subjecte de l'educació és l'educador, el qual condueix als educands a la memorització mecànica dels continguts. Els alumnes són recipients en els quals es diposita el saber. Per tant, l'educador no es comunica amb ells de forma recíproca, sinó que realitza dipòsits d'informació que els educands escolten i absorbeixen de forma mecànica, sense processar-la.
Mentre més sigui la quantitat de coneixement (dipòsit) que el mestre (dipositant) aconsegueixi inserir en el cap de l'estudiant (dipositari), millor mestre serà. Així també, mentre que més informació tingui l'estudiant, memoritzi i repeteixi, millor estudiant serà.

## Context
El llibre va ser publicat l'any 1968, un any molt turbulent pel que fa a canvis ideològics en l'àmbit social, i a escala mundial. I és que en aquest any van passar una sèrie de fets històrics memorables, i de gran importància per entendre la ideologia de Freire (ja que aquests fets van ser la conseqüència d'una nova forma de pensar). Així doncs, del 1968 cal destacar:
- La Primavera de Praga (5 de gener)
- Proclamació d'Independència de la República de Maurici (12 de Març)
- Però sens dubte, el fet més destacable és la revolta estudiantil francesa, coneguda més popularment com a Maig francès (també, Maig del 68). Aquesta, deu la seva importància al canvi social que va provocar.

### Maig francès
Als anys 1960, trobem una Europa dessolada i devastada per la Segona Guerra Mundial, i una creixent tensió de blocs a escala mundial (la Guerra Freda). Durant aquest conflicte, a França, a finals de la dècada dels seixanta, es van produir, degut a la tensió i polarització de la societat, un seguit de vagues de caràcter revolucionari, sovint protagonitzades per joves. Aquestes revoltes són conegudes com a Maig francès o Maig del 68.
Especialment, s'han de tenir en compte les que van succeir a París durant el maig i el juny del 1968, impulsades per grups d'estudiants d'esquerres, crítics amb la societat de consum; i a les quals, més tard, s'hi van unir grups d'obrers industrials, sindicats de treballadors i el Partit Comunista Francès. Com a resultat, aquestes aturades van ser les més multitudinàries de la història de França i, possiblement, de l'Europa Occidental.
La seva magnitud va sorprendre els líders polítics francesos de la postguerra, i, alguns d'ells, com el primer ministre Charles de Gaulle, que va arribar a témer una insurrecció armada després de la prolongació de les protestes, i es va veure obligat a convocar eleccions anticipades.
Per entendre perquè es van produir les vagues, cal analitzar bé el context econòmic, polític i cultural de finals dels anys seixanta.

#### Context econòmic
Des del final de la Segona Guerra Mundial, França va protagonitzar un creixement econòmic sense precedents. Però, ja al 1967, el nombre d'aturats va començar a augmentar, i a inicis del 68 ja n'eren uns 500.000. Els joves, en especial, es veien molt afectats per aquest fet, perquè era difícil entrar en el món laboral, i trobar unes condicions dignes de feina encara ho era més.

#### Context polític
Durant la dècada dels seixanta, la societat internacional va patir un seguit de canvis importants, que van portar als ciutadans a qüestionar el sistema al que estaven sotmesos. El triomf de la Revolució cubana (1959), els moviments socialistes d'Amèrica Llatina i la Guerra del Vietnam (1959-1975) van provocar un descontentament popular amb els Estats Units d'Amèrica i, en conseqüència, amb el bloc capitalista, fet que va generar que ens molts països del món occidental l'esquerra guanyés terreny, i es busqués la construcció d'un estat amb característiques del socialisme.

#### Context cultural
Com ja hem dit, els anys 60 van suposar una època de grans canvis culturalment parlant. El període, a occident, està marcat principalment per l'èxode rural cap a les grans ciutats i el sorgiment de la societat de consum influïda per els mitjans de comunicació. En aquests anys, a més, va néixer una nova figura amb molt de pes a l'estructura social: els joves, una classe revolucionària, rebel, lliure. Aquests, molt influenciats per la cultura under-ground amb moviments com el hippie, van prendre com a líders ideològics a autors com Herbert Marcuse, especialment amb la seva obra L'home unidimensional. És precisament en aquesta esfera on trobem Freire.

### Context al Brasil
Aquest llibre va ser publicat en una època que al Brasil es coneix com a Anys de plom, el període més repressiu de la dictadura d'Emilio Médici. Té sentit doncs, que en una dictadura, l'autor de l'assaig (Freire) tingui una ideologia que es podria definir entre el marxisme i el liberalisme.

## Influències
Paulo Freire va estar influenciat per diversos corrents filosòfics, entre d'altres la Fenomenologia, l'Existencialisme, el Personalisme cristià o el Marxisme humanista. Va ser influenciat majoritàriament per Frantz Fanon i Karl Marx.
Fanon va ser un autor anticolonialista i Marx, per altra banda, el creador del Marxisme. No s'entén el llibre Pedagogia de l'Oprimit si no es parteix de la influència de Marx sobre aquest, perquè és on comencen a apreciar-se les bases del marxisme en els treballs de Freire.
Tampoc es pot oblidar la influència que va rebre de Gramsci sense saber-ho. Ell mateix va dir: "Leí a Gramsci y descubrí que había estado enormemente influenciado por él mucho antes de haberlo leído”.
Per altra banda també, els treballs de Freire han estat influenciats per la indagació filosòfica de Dewey i les seves aplicacions pràctiques al començament del segle xx. Per exemple, tots dos introdueixen una perspectiva epistemològica, en què creu que el coneixement emana de les experiències vitals. Tots dos van realitzar connexions entre educació i epistemologia, ètica i canvi social.
Finalment, també trobem la influència de la religió catòlica, perquè ell era creient, fet que es veu reflectit en els seus escrits, a causa de la seva preocupació per la persona humana, la seva autonomia i la seva llibertat.